# Leptostylus nigritus
Leptostylus nigritus es una especie de escarabajo longicornio del género Leptostylus, categorizada en la tribu Acanthocinini, de la subfamilia Lamiinae. Fue descrita por Zayas en 1975.

## Descripción
Mide 4,4-6,3 mm de longitud.

## Distribución
Se distribuye por Cuba.